# Вижипират
Вижипират (фр. Vigipirate) или План «Вижипират» — национальная система Франции тревожного оповещения об уровне террористической угрозы. Создана в 1978 году президентом Валери Жискаром д’Эстеном, с тех пор обновлялась три раза: в 1995 году (после террористических атак), в 2000 и 2004 годах.
«Vigipirate» — слово-портмоне от фр. «vigilance» (бдительность) или «vigie» (сторожевая башня) и «pirate» (пиратская).
Система определяет четыре уровня антитеррористической готовности, которые представлены пятью цветами: белым, жёлтым, оранжевым, красным, пурпурным. (иногда пурпурный уровень переводят на русский как «алый»).
Система предусматривает особые меры безопасности, в том числе повышенное количество патрулей, полицейских или смешанных патрулей полиции и военных, в метро, вокзалах и других уязвимых местах.
План проводится в согласовании с планами Biotox, Piratox, Piratome, Piratair-Intrusair, Pirate-mer, и Piranet (это составные части плана Вижипират).
Противники плана насмешливо называют его «План Вишипират» («Plan Vichypirate»), в связи с режимом Виши, из-за его вмешательства в частную жизнь граждан.

## Уровни предупреждения
Белый уровеньНет опасности.
Желтый уровеньПовышение уровня безопасности до готовности к реальной, но пока ещё нет определенной опасности, с помощью мер, которые являются локальными и минимально нарушающими нормальную жизнь, с готовностью перейти на «оранжевый» или «красный» уровень в течение нескольких дней.
Оранжевый уровеньПринятие мер против правдоподобной опасности террористических действий, включая использование средств, которые являются умеренно разрушительными к нормальной общественной деятельности, с готовностью перейти на «красный» или «пурпурный» в короткие сроки, где это возможно.
Красный уровеньПринятие мер против проверенного риска одного или нескольких террористических актов, в том числе меры для защиты государственных учреждений и внедрения соответствующих средств для аварийно-спасательных и ответных действий, разрешающих значительный уровень нарушений в социальной и экономической деятельности.
Пурпурный уровеньУведомление о риске крупных терактов, одновременных или в разное время, совершаемых с использованием нетрадиционных средств и вызывающих серьезные разрушения; подготовка соответствующих средств спасения и реагирования, разрешены меры, очень сильно нарушающие жизнь общества.